# Hygrohypnum eugyrium
Hygrohypnum eugyrium (deutsche Namen sind Atlantisches Wasserschlafmoos oder Nordisches Wasserschlafmoos) ist eine Laubmoos-Art aus der Familie Amblystegiaceae. 

## Merkmale
Hygrohypnum eugyrium bildet mit seinen mäßig kräftigen Pflanzen weiche, hell- oder gelbgrüne bis bräunliche Rasen. Die niederliegenden und unregelmäßig verzweigten Stämmchen sind bis 3 Zentimeter lang. Im Stämmchenquerschnitt zeigt sich ein armzelliger Zentralstrang und eine drei- bis fünfschichtige, kleinzellige und dickwandige Stämmchenrinde, wobei die äußere Zellschicht jedoch aus dünnwandigen Zellen besteht. Die dicht angeordneten, aufrecht abstehenden bis etwas spreizenden Blätter sind gerade bis sichelförmig einseitswendig, hohl, eiförmig bis eilanzettlich und in eine kurze, scharfe oder stumpfe Spitze zusammengezogen. Die Blattränder sind nur in der Blattspitze gezähnelt, sonst glatt. Die Blattrippe kann ganz fehlen oder ist kurz und doppelt. 
Die Blattflügelzellen sind aufgeblasen, quadratisch bis rechteckig, dickwandig, hyalin oder meist rotbraun und bilden eine gut begrenzte, ausgehöhlte Gruppe. Die Blattzellen der Blattmitte sind wurmförmig linealisch, stumpf und mäßig dickwandig, die der Blattspitze und Blattbasis sind verkürzt.
Die Seta ist bis 2 Zentimeter lang, die Sporenkapsel ist eilänglich, hochrückig und entdeckelt unter der Mündung verengt. Die Art ist autözisch.

## Standortansprüche und Verbreitung
Hygrohypnum eugyrium wächst an Wasserfällen oder in Bächen mit klarem und kühlem Wasser auf nassem bis überrieseltem Silikatgestein. Vorkommen gibt es in Teilen Europas (West- und Zentraleuropa, meist selten), in Ostasien und Japan sowie im östlichen Nordamerika.

## Systematik
Die systematische Einordnung der Art erscheint umstritten; neuerdings wird sie teilweise als Pseudohygrohypnum eugyrium (Schimp.) Kanda entweder der Familie Pylaisiaceae zugeordnet oder bei den Amblystegiaceae belassen.
Die Autorenangaben sind je nach Quelle verschieden; neben dem hier verwendeten Hygrohypnum eugyrium (Schimp.) Loeske gibt es auch die Angabe als Hygrohypnum eugyrium (Schimp.) Broth.